# تقرير جون جاي
تقرير جون جاي، هو تحقيق صدر عام 2004 من قبل كلية جون جاي للعدالة الجنائية، بتكليف من مؤتمر الاساقفة الكاثوليك في الولايات المتحدة من أجل تحديد طبيعة ونطاق مشكلة الاعتداء الجنسي على القاصرين من قبل القساوسة الكاثوليك والشمامسة، استنادا إلى الدراسات الاستقصائية التي أنجزتها الأبرشيات الكاثوليكية في الولايات المتحدة. نُشرت النسخة الأولية من التقرير على الإنترنت في 27 فبراير 2004، ونشرت التصحيحات والمراجعات في 16 أبريل. أما النسخة المطبوعة فنشرت في يونيو 2004.

## خلفية الأحداث
في يونيو من عام 2002، اجتمع الأساقفة الكاثوليك في الولايات المتحدة في مؤتمر عقد في دالاس نتيجة لفضيحة الاعتداء الجنسي الكاثوليكي في الولايات المتحدة. حيث تمت صياغة ميثاق حماية الأطفال والشباب والموافقة عليه. وكنتيجة لهذا الميثاق تم تأسيس مجلس المراجعة الوطني، الذي أُوكل إليه مسؤولية إجراء دراسة إحصائية لتحديد طبيعة ونطاق مشكلة الاعتداء الجنسي على القاصرين من قبل رجال الدين وبالتعاون الكامل مع الأبرشيات.
أشرك مجلس المراجعة الوطني كلية جون جاي للعدالة الجنائية في جامعة نيويورك لإجراء هذه الدراسة من أجل تحليل البيانات ومزاعم الاعتداء الجنسي في الأبرشيات الكاثوليكية في الولايات المتحدة. تم تحليل البيانات والمعلومات من عام 1950 وحتى عام 2002. وكان نتاج الدراسة هو تقرير أُرسل إلى مجلس المراجعة الوطني وكان بعنوان «طبيعة ونطاق مشكلة الاعتداء الجنسي على القاصرين من قبل الكهنة والشمامسة الكاثوليك في الولايات المتحدة». والذي يسمى اختصارا بتقرير جون جاي نسبة إلى كلية كلية جون جاي للعدالة الجنائية.

## الخلاصة
خلص التقرير إلى أنه خلال الفترة من عام 1950 إلى 2002، ادعى ما مجموعه 10,667 شخص وقوع اعتداءات جنسية على الأطفال. من بين هذه الإدعاءات، تمكنت الأبرشيات من توثيق 6,700 اتهام ضد 4,392 من رجال الدين خلال تلك الفترة في الولايات المتحدة، وهو ما يمثل حوالي 4 ٪ من مجموع رجال الدين المعينين والبالغ عددهم 109,694 (أي كهنة أو شمامسة أو أعضاء في الرهبنة، وكانوا نشطين في الولايات المتحدة خلال تلك الفترة التي أُجريت فيها الدراسة). ومع ذلك، من بين هؤلاء الـ 4,392 متهم، تمت إدانة 252 (أي 5.7٪ من المتهمين أو أقل من 0.1٪ من إجمالي رجال الدين). أظهر التقرير أيضا أن عدد الإعتداءات الجنسية قد زاد في الستينيات، وبلغ ذروته في السبعينيات، وانخفض في الثمانينيات، وبحلول التسعينيات عاد إلى مستويات الخمسينيات.
قامت الدراسات الاستقصائية بتصفية المعلومات المقدمة من ملفات الأبرشية عن كل رجل دين متهم بارتكاب اعتداء جنسي وعن كل من ضحايا رجال الدين لفريق البحث حتى لا يتمكنوا (أي الضحايا أو عائلاتهم) من الوصول إلى أسماء رجال الدين المتهمين أو الأبرشيات التي يعملون فيها. طلب من الأبرشيات باإصدار تقارير خاصة بهم بناءًا على الاستطلاعات التي أجروها. من بين 4,392 من رجال الدين المتهمين، لم يتم التحقيق مع 3,300 من رجال الدين بسبب وفاتهم. بينما تم إبلاغ الشرطة عن 1,021 رجل دين. تم اتهام 384 منهم، وهو ما أدى إلى إدانة 252 والحكم بالسجن على 100 ؛ أي أن من بين 109,694 كاهنًا شملهم الاستطلاع، تم سجن 100 رجل دين فقط.
وهكذا، تمت إدانة 6٪ من رجال الدين البالغ عددهم 4,392 (252 كاهنًا أو أقل من 0.25٪ من جميع رجال الدين) وحوالي 2٪ من الكهنة المتهمين البالغ عددهم 4,392 (100 رجل دين أو أقل من 0.1٪ من رجال الدين) تلقوا أحكاما بالسجن. ووفقًا للتقرير، فإن ثلث الاتهامات وُجِّهت في عامي 2002 و 2003 وثلثًا آخر من الاتهامات تم الإبلاغ عنها بين عامي 1993 و 2001. وخلال نفس الفترة، كان هناك حوالي 1,000 من رجال الدين الجدد الذي تم تعيينهم كل عام في الستينيات، وانخفضوا إلى حوالي 500 كل عام في عام 2014 . وهكذا يمكن القول بأنه كان هناك أكثر من 100,000 من رجال الدين الروم الكاثوليك المعينين حديثًا والحاليين (أو 109,694 بحسب تقرير جون جاي في الصفحة 4) في الولايات المتحدة على مدى خمسين عامًا. وبالتالي فإن رجال الدين المائة المدانين يمثلون أقل من 0.1٪ من العدد الإجمالي لرجال الدين الكاثوليك الرومان المقيمين في الولايات المتحدة خلال هذه الفترة.
وكخلاصة لكل ما سبق فإنه وعلى مدى فترة 50 عامًا، ومن بين أكثر من 100,000 كاهن وشماس ورجل دين، اتهم 4392 (~ 4.4 ٪) بالاعتداء الجنسي، و 252 (<0.26 ٪) تمت إدانتهم و 100 (<0.1 ٪) حكم عليهم بالسجن.

## طبيعة المشكلة

### لمحة عن الاعتداءات الجنسية
ذكر تقرير جون جاي أنه: «كما هو الحال في عامة السكان، يبدو أن الاعتداء الجنسي على الأطفال في الكنيسة الكاثوليكية يرتكب من قبل رجال مقربين من الأطفال الذين يزعم أنهم يسيئون إليهم». ووفقًا للتقرير: «يبدو أن العديد من (المسيئين) يستخدمون أساليب الاستمالة لإغراء الأطفال، حيث تحدث الإساءة غالبا في منزل المعتدي أو الضحية». وصفت الدراسة هذه الإغراءات بأنها أفعال مثل: شراء الهدايا الصغيرة، والسماح للضحية بقيادة السيارة، واصطحاب الشباب إلى الأحداث الرياضية. كان البيئة الأكثر شيوعًا لاستخدام أساليب إغواء الأطفال هي النشاطات الإجتماعية (مثل الإحتفال بأعياد الميلاد) وقام العديد من القساوسة خلال هذه النشاطات بالتواصل مع عائلات الضحايا. حدثت الإعتداءات الجنسية على الأطفال في عدة أماكن كان أكثرها شيوعًا هو مكان إقامة الكاهن.
قام تقرير جون جاي بتصنيف الاعتداءات الجنسية إلى أكثر من عشرين نوعا تراوحت من التحرش اللفظي إلى إيلاج القضيب. ذكر التقرير أيضا إن معظم المعتدين تورطوا في أنواع متعددة من الاعتداءات. وبحسب التقرير فإن 9٪ فقط من المتهمين قاموا بأعمال تقتصر على ملامسة ملابس الضحية بشكل غير لائق. أكثر من 27٪ من الاعتداءات تضمنت ممارسة رجل الدين للجنس الفموي و 25٪ منها كانت محاولة إيلاج القضيب أو إيلاجه فعليا. بينما كانت معظم الاعتداءات الجنسية هو لمس جسد الضحية سواءا من فوق الملابس أو تحتها.
ووفقا للدراسة فإن الاعتداء الجنسي هو «ما يشمل على اتصالات أو تفاعلات بين طفل وشخص بالغ واستخدام الطفل ككائن لإشباع الرغبة الجنسية للبالغ». وقد تم تحديد الإعتداءات الجنسية بالتفصيل على النحو التالي:
| نوع الإعتداء الجنسي                    | عدد الأولاد | النسبة % | عدد البنات | النسبة % | المجموع الكلي | النسبة % |
| -------------------------------------- | ----------- | -------- | ---------- | -------- | ------------- | -------- |
| لفظي (كلام جنسي)                       | 885         | 11%      | 215        | 12%      | 1,100         | 11.6%    |
| أظهار المواد الإباحية                  | 223         | 2.9%     | 9          | 0.5%     | 232           | 2.4%     |
| أظهار مقاطع فيديو إباحية               | 142         | 1.8%     | 6          | 0.3%     | 148           | 1.6%     |
| الطلب من الضحية لمس ملابس رجل الدين    | 704         | 9.1%     | 165        | 9.2%     | 869           | 9.2%     |
| تحسس جسد الضحية من فوق الملابس         | 2,862       | 37.2%    | 691        | 38.6%    | 3,553         | 37.4%    |
| تحسس جسد الضحية من تحت الملابس         | 3,280       | 42.6%    | 701        | 39.2%    | 3,981         | 42%      |
| تعري رجل الدين أمام الضحية             | 944         | 12.3%    | 177        | 9.9%     | 1,121         | 11,8%    |
| الطلب من الضحية التعري                 | 1,112       | 14.4%    | 303        | 16.9%    | 1,415         | 14.9%    |
| العثور على صور للضحية مع رجل الدين     | 169         | 2.2%     | 32         | 1.8%     | 201           | 2.1%     |
| الألعاب الجنسية                        | 96          | 1.2%     | 8          | 0.4%     | 104           | 1.1%     |
| العناق والتقبيل                        | 324         | 4.2%     | 175        | 9.8%     | 499           | 5.3%     |
| ممارسة العادة السرية                   | 663         | 8.6%     | 71         | 4.0%     | 734           | 7.7%     |
| ممارسة العادة السرية بالتبادل          | 1,049       | 13.6%    | 29         | 1.6%     | 1,078         | 11.4%    |
| ممارسة رجل الدين للجنس الفموي          | 1,186       | 15.4%    | 274        | 15.9%    | 1,460         | 15.4%    |
| ممارسة الضحية للجنس الفموي             | 799         | 10.4%    | 115        | 6.4%     | 914           | 9.6%     |
| إيلاج القضيب في اليد                   | 192         | 2.5%     | 195        | 10.9%    | 387           | 4.1%     |
| إيلاج القضيب في شيء آخر عدا جسد الضحية | 61          | 0.8%     | 26         | 1.5%     | 87            | 0.9%     |
| إيلاج القضيب بشكل حقيقي                | 990         | 12.9%    | 213        | 11.9%    | 1,203         | 12.7%    |
| الجنس الجماعي أو الإكراه على الجنس     | 48          | 0.6%     | 4          | 0.2%     | 52            | 0.5%     |
| تصرف جنسي غير محدد                     | 942         | 12.2%    | 204        | 11.4%    | 1,146         | 12.1%    |
| أخرى                                   | 490         | 6.4%     | 87         | 4.9%     | 577           | 6.1%     |

### لمحة عن الضحايا
وجد تقرير جون جاي أن 81٪ من الضحايا كانوا من الذكور. ومن بين جميع الضحايا، كان 22٪ منهم بعمر أصغر من 10 سنوات، و 51٪ تراوحت أعمارهم بين 11 و 14 عامًا، و27٪ تراوحت أعمارهم بين 15 و 17 عامًا.
| العمر بالسنوات | عدد الاعتداءات | النسبة الكلية | مجموع النسبة المئوية مع السنوات السابقة |
| -------------- | -------------- | ------------- | --------------------------------------- |
| 1              | 4              | 0.0%          | 0.0%                                    |
| 2              | 11             | 0.1%          | 0.1%                                    |
| 3              | 22             | 0.2%          | 0.3%                                    |
| 4              | 41             | 0.5%          | 0.8%                                    |
| 5              | 82             | 1%            | 1.8%                                    |
| 6              | 158            | 1.8%          | 3.6%                                    |
| 7              | 220            | 2.5%          | 6.1%                                    |
| 8              | 369            | 4.1%          | 10.2%                                   |
| 9              | 362            | 4%            | 14.2%                                   |
| 10             | 752            | 8.4%          | 22.6%                                   |
| 11             | 895            | 10%           | 32.6%                                   |
| 12             | 1,323          | 14.7%         | 47.2%                                   |
| 13             | 1,141          | 12.8%         | 60%                                     |
| 14             | 1,188          | 13.2%         | 73.2%                                   |
| 15             | 1,042          | 11.6%         | 84.8%                                   |
| 16             | 769            | 8.6%          | 93.4%                                   |
| 17             | 577            | 6.5%          | 100%                                    |

### لمحة عن المعتدين
كان نصف الكهنة يبلغون من العمر 35 عامًا أو أقل عندما ارتكبوا أول حالة اعتداء جنسي. أقل من 7٪ من الكهنة تعرضوا للاعتداء الجسدي أو الجنسي أو العاطفي وهم أطفال. على الرغم من أن 19 ٪ من الكهنة المتهمين يعانون من مشاكل في تعاطي الكحول أو تعاطي المخدرات، إلا أن 9 ٪ فقط استخدموا المخدرات أو الكحول خلال حالات الاعتداء الجنسي. ما يقارب 70٪ من الكهنة المتهمين بالإعتداءات الجنسية تم تعيينهم قبل عام 1970.
ومن بين الكهنة المتهمين بالاعتداء الجنسي 59٪ اتهموا باعتداء جنسي واحد. و41٪ من الكهنة كانوا اتهموا بأكثر من أعتداء. وأقل من 3٪ من الكهنة أدينوا بالقيام بعشرة اعتداءات أو أكثر.

### وعي الأبرشية بالمشكلة
ذكر تقرير جون جاي أن المسؤول الأعلى في التسلسل الهرمي الكاثوليكي كان يجب أن يتصرف بشكل أسرع وحاسم لإبعاد الكهنة المتهمين بسوء السلوك الجنسي، وردا على هذا الانتقادات فقد ذكر الأساقفة المعاصرون بأن المسؤول الأعلى في التسلسل الهرمي لم يكن على دراية حتى السنوات الأخيرة بخطر نقل الكهنة المتهمين بإعداءات جنسية من أبرشية إلى أخرى وفي التكتم على الإعتداءات التي ارتكبها الكهنة. يقول الكاردينال روجر ماهوني من أبرشية لوس أنجلوس: "لقد قلنا مرارًا وتكرارًا أن فهمنا لهذه المشكلة وطريقة التعامل معها اليوم قد تطور، في السنوات الماضية، وقبل عقود، لم يكن الناس يدركون مدى خطورة مثل هذا الإجراء، فبدلاً من إخراج الكهنة المتهمين وفصلهم من الخدمة بشكل مباشر وكامل، كان يتم معاقبتهم بنقلهم من أبرشية إلى أخرى.

### استجابة الأبرشيات للمشكلة أو الإدعاءات
تعرض بعض الأساقفة لانتقادات شديدة بسبب قيامهم بنقل الكهنة المتهمين بالإعتداءات الجنسية من أبرشية إلى أخرى، بدلاً من إبعادهم بشكل دائم عن العمل الكهنوتي حيث ظلوا على اتصال شخصي مع الأطفال الضحايا حتى بعد نقلهم وإبعادهم. طلبت العديد من الأبرشيات من الكهنة المتهمين بالإعتداءات بالخضوع للعلاج النفسي والتقييم بدلاً من إبلاغ الشرطة بالحوادث. وفقًا لتقرير جون جاي، شارك ما يقرب من 40٪ من القساوسة المتهمين بالإعتداءات الجنسية في برامج علاج نفسي وسلوكي.
تعرضت الكنيسة لانتقادات واسعة عندما تم اكتشاف أن بعض الأساقفة كانوا على علم ببعض الجرائم المرتكبة، لكنهم أعادوا تكليف المتهمين بالأعمال بدلاً من إبعادهم بشكل نهائي عن الكهنوت. ورداً على هذه الادعاءات، اقترح المدافعون عن تصرفات الكنيسة أن الأساقفة كانوا يتصرفون بناءً على أفضل نصيحة طبية متاحة في ذلك الوقت وهي إعادة تعيين الكهنة بعد انتهاء فترة العلاج، وهي نفس السياسة التي يتبعها نظام المدارس العامة الأمريكية عند التعامل مع المعلمين المتهمين بالتحرش بالطلاب.
من منظور قانوني، كان النقد الأخطر إلى جانب حوادث الاعتداء الجنسي على الأطفال من قبل الأساقفة هم الذين لم يقوموا بإبلاغ الشرطة عن هذه الإعتداءات، لذا قام المشرعون بتغيير القانون لجعل إبلاغ الشرطة عن الانتهاكات إلزاميا. على سبيل المثال، أصدرت ولاية ماساتشوستس في عام 2002 قانونًا يلزم المسؤولين الدينيين بالإبلاغ عن حالات الإساءة للأطفال.

## اقرأ أيضًا
- تقرير مورفي